# Шерли (Индијана)
Шерли (енгл. Shirley) град је у америчкој савезној држави Индијана.

## Демографија
По попису из 2010. године број становника је 830, што је 24 (3,0%) становника више него 2000. године.
| Група             | 2000.       | 2010.       |
| Белци             | 794 (98,5%) | 809 (97,5%) |
| Афроамериканци    | 0 (0,0%)    | 5 (0,6%)    |
| Азијати           | 2 (0,2%)    | 3 (0,4%)    |
| Хиспаноамериканци | 3 (0,4%)    | 3 (0,4%)    |
| Укупно            | 806         | 830         |